# Napomyza achilleanella
Napomyza achilleanella är en tvåvingeart som beskrevs av Tschirnhaus 1992. Napomyza achilleanella ingår i släktet Napomyza och familjen minerarflugor. Arten är reproducerande i Sverige. Inga underarter finns listade i Catalogue of Life.